# Campeonato Paulista 1942
In 1942 werd het 41ste Campeonato Paulista gespeeld voor clubs uit de Braziliaanse staat São Paulo. De competitie werd gespeeld van 22 maart tot 4 oktober. Palestra Itália nam de naam Palmeiras aan om de link met Italië, dat de tegenstander was in de Tweede Wereldoorlog, te verbreken. De club werd kampioen.

## Eindstand
| Plaats | Club                | Wed. | W  | G | V  | Saldo | Ptn. |
| ------ | ------------------- | ---- | -- | - | -- | ----- | ---- |
| 1.     | Palmeiras           | 20   | 17 | 2 | 1  | 65:19 | 36   |
| 2.     | Corinthians         | 20   | 15 | 3 | 2  | 78:29 | 33   |
| 3.     | São Paulo           | 20   | 15 | 2 | 3  | 77:28 | 32   |
| 4.     | Ypiranga            | 20   | 10 | 4 | 6  | 55:44 | 24   |
| 5.     | São Paulo Railway   | 20   | 8  | 3 | 9  | 48:61 | 19   |
| 6.     | Juventus            | 20   | 9  | 1 | 10 | 42:46 | 19   |
| 7.     | Santos              | 20   | 7  | 4 | 9  | 59:51 | 18   |
| 7.     | Portuguesa          | 20   | 8  | 2 | 10 | 44:52 | 18   |
| 9.     | Portuguesa Santista | 20   | 5  | 0 | 15 | 39:60 | 10   |
| 10.    | Comercial           | 20   | 3  | 1 | 16 | 34:94 | 7    |
| 11.    | Hespanha            | 20   | 1  | 2 | 17 | 30:87 | 4    |

|  | Kampioen |

### Kampioen
| Campeonato Paulista de 1942   |
| São Paulo                     |
| ----------------------------- |
| PALMEIRAS Kampioen (9° titel) |

## Topschutter
| Speler            | Speler | Goals | Club        |
| ----------------- | ------ | ----- | ----------- |
| Vlag van Brazilië | Milani | 24    | Corinthians |